# Gottfrid Svartholm

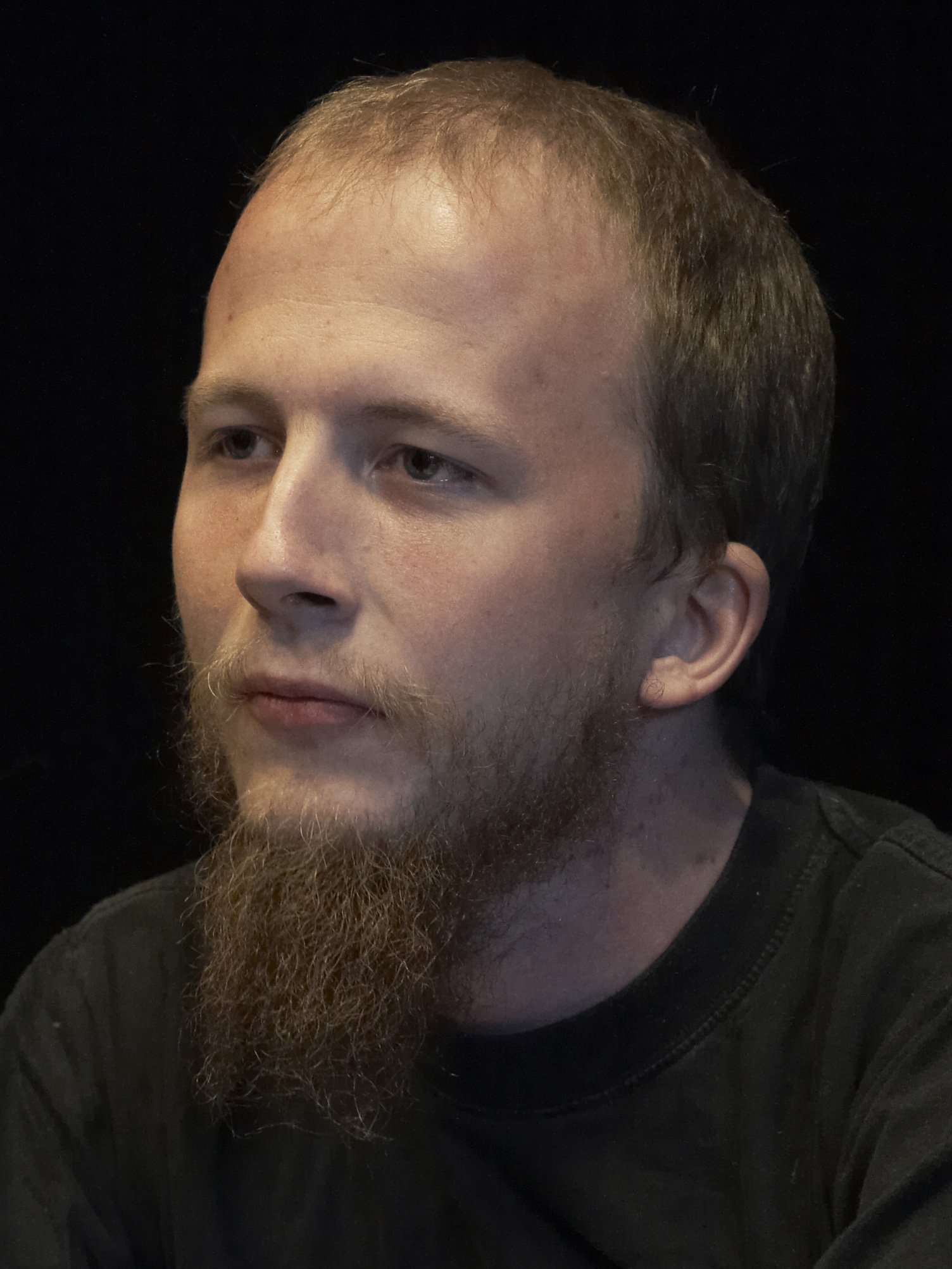
Gottfrid Svartholm (2009)

Per Gottfrid Svartholm Warg (alias Anakata) (* 17. Oktober 1984) ist ein schwedischer IT-Experte. Er ist Mitgründer des Webhosters PRQ und der BitTorrent-Seite The Pirate Bay.
Teile eines Interviews, in dem Svartholm die Razzia bei The Pirate Bay 2006 kommentiert, werden in den Filmen Good Copy Bad Copy und Steal This Film verwendet. Ebenso ist er Mitwirkender in der Dokumentation TPB AFK: The Pirate Bay Away From Keyboard.

## Americas Dumbest Soldiers und Fredrik Neij
Svartholm startete im Februar 2004 die Website Americas Dumbest Soldiers. Dort wurden tote amerikanische Soldaten aus dem Irak-Krieg gezeigt und Nutzer konnten auf einer Skala von 1 bis 10 die Dummheit der Art und Weise bewerten, wie diese Soldaten gestorben sind. Fredrik Neij sorgte für den Internetzugang der in Mexiko registrierten Website über eine Leitung des Providers British Telecom. Nach Neijs Angaben nahm ein Mitarbeiter des US-Außenministeriums Kontakt mit der British Telecom auf, die sich wiederum an den Chef des Schwedischen Unternehmens wendete, wo Neij arbeitete, um die Seite vom Netz zu nehmen. Mit Hinweis auf Redefreiheit und Parodie wurde die Aufforderung zurückgewiesen. Schließlich entfernten im Mai 2004 Svartholm und Neij die Seite, weil sie zu viel Wirbel verursachte.

## The Pirate Bay
Gottfrid Svartholm gründete im Sommer 2003 zusammen mit Peter Sunde und Fredrik Neij die Filesharing-Website The Pirate Bay. Ebenso entwickelte er die BitTorrent-Trackersoftware Hypercube, mit der Pirate Bay anfänglich betrieben wurde.

### Rechtliche Auseinandersetzungen
Am 31. Januar 2008 wurden die Pirate-Bay-Betreiber Peter Sunde, Fredrik Neij, Gottfrid Svartholm und Carl Lundström (Geschäftsführer des damaligen Internetdienstanbieters von The Pirate Bay) unter dem Vorwurf angeklagt, Verstöße Dritter gegen Urheberrechts-Gesetze gefördert zu haben.
Der Prozess begann am 16. Februar 2009. Am 17. April 2009 wurden Svartholm und seine Mitangeklagten vom Stockholmer Amtsgericht für schuldig befunden, Beihilfe zur Verbreitung von Copyright-geschütztem Material geleistet zu haben. Die Angeklagten wurden zu je einem Jahr Gefängnis und Schadensersatz in Höhe von 30 Millionen Kronen (rund 3,3 Millionen US-Dollar) verurteilt.
Die Anwälte der Angeklagten legten Berufung beim Svea hovrätt (Appellationsgericht, vergleichbar Oberlandesgericht) ein und forderten eine Neuverhandlung wegen des Verdachts der Befangenheit von Richter Thomas Noström, da dieser in zwei Organisationen tätig war, die sich um den Schutz von Urheberrechten einsetzen – ohne dies vor dem Prozess bekanntzugeben. Nach schwedischem Recht sind die Urteile solange nicht rechtskräftig, bis alle Berufungsinstanzen durchlaufen worden sind.
Im April 2009 war Svartholm Gegenstand von Ermittlungen der schwedischen Staatsanwaltschaft, die seine Rolle bei The Student Bay, einer Filesharing-Seite mit Spezialisierung auf akademische Texte, untersuchten. Svartholm behauptete, keine Kenntnis von der Seite zu haben. Die Seite wurde von der Association for Educational Writers im Dezember 2008 wegen Urheberrechtsverletzungen angezeigt.
Im Oktober 2009 verbot das Stockholmer Amtsgericht Svartholm den Betrieb von The Pirate Bay, ungeachtet der Tatsache, dass er bereits nicht mehr in Schweden lebte und The Pirate Bay dort nicht mehr betrieben wurde.

## Verhaftung in Kambodscha
Am 30. August 2012 wurde Svartholm auf Anforderung der schwedischen Behörden von der kambodschanischen Polizei in der Hauptstadt Phnom Penh verhaftet, wo er einige Jahre gelebt hatte.
Kambodscha hat kein Auslieferungsabkommen mit Schweden, aber der Sprecher der kambodschanischen Polizei, Kirth Chantharith, teilte AFP gegenüber mit: „Wir werden einen Blick in unsere Gesetze werfen und schauen, wie wir die Sache erledigen.“ Anschließend ließ die kambodschanische Polizei verlautbaren, dass die schwedische Regierung die Auslieferung Svartholms wegen einer Straftat im Zusammenhang mit Informationstechnologie beantragt hat.
TorrentFreak vermutete, dass Svartholms Verhaftung im Zusammenhang mit einem Kredit über 400 Millionen Kronen (rund 59 Millionen US-Dollar) für „Demokratische Entwicklung, Menschenrechte, Bildung und Klimawandel“ steht. Die Unterstützung wurde am 5. September 2012 angekündigt.

## Verhandlung in Schweden
Svartholm wurde nach Schweden ausgeliefert, wo er seine Gefängnisstrafe im Mariefred-Gefängnis verbüßte.
Gegen ihn wurde wegen des Verdachts auf Hacking in zwei Fällen ermittelt, darunter das Eindringen in das schwedische Finanzamt zwischen 2010 und April 2012, sowie wegen Verdachts auf schweren Betrug. Bis zum Januar 2013 konnte keine dieser Anschuldigungen nachgewiesen werden.
Stand Juni 2013 wurde Svartholm als Verdächtiger in einem dänischen Fall geführt, bei dem Millionen von persönlichen Identifikationsnummern aus einer Polizeidatenbank gestohlen wurden. Die dänische Polizei beantragte eine Überstellung, um ihn dort vor Gericht stellen zu können. Es wurde später bestätigt, dass Svartholm an Dänemark überstellt würde, in zeitlicher Abhängigkeit von dem Ausgang der Verhandlungen in Schweden.
Am 20. Juni 2013 wurde Svartholm im schwedischen Nacka wegen Hacking und Betrugs schuldig gesprochen und zu zwei Jahren Gefängnis verurteilt. Svartholms Verurteilung löste zahlreiche Reaktionen aus. Annähernd 2000 Menschen verlangen seine Freilassung auf der Facebook-Seite „Free Anakata“. Er wurde als Häftling nach Dänemark geschickt, wo er wegen eines Hacking-Angriffs auf die Firma CSC vor Gericht gestellt wurde. Nach Verbüßung der kombinierten Haftstrafe in Dänemark, was aufgrund der engen juristischen Zusammenarbeit beider Länder möglich ist, wurde er am 28. August 2015 aus der Haft entlassen und sofort wieder verhaftet, weil Schweden im Juni einen Auslieferungsantrag gestellt hatte mit der Begründung, er habe in Schweden noch weitere vier Wochen abzusitzen. Das Vorliegen des Antrags war ihm nicht mitgeteilt worden. Am 29. September 2015 wurde er nach mehr als drei Jahren Haft in dänischen und schwedischen Gefängnissen entlassen.